# Franc CFA

Các nơi sử dụng:
Franc CFA Tây Phi (XOF)
Franc CFA Trung Phi (XAF)

Franc CFA (tiếng Pháp: franc CFA [fʁɑ̃ seɛfɑ], hoặc franc thông tục) là tên của hai loại tiền tệ được sử dụng trong các phần của các quốc gia Tây và Trung Phi được bảo lãnh bởi kho bạc Pháp. Hai đồng tiền CFA franc là đồng franc Tây Phi CFA và đồng franc CFA Trung Phi. Mặc dù về lý thuyết tách biệt, hai đồng tiền CFA franc có thể hoán đổi cho nhau một cách hiệu quả. Mã tiền tệ ISO là XAF cho đồng franc CFA Trung Phi, trong khi XOF cho đồng Franc CFA của Tây Phi.
Cả hai đồng franc CFA đều có tỷ giá hối đoái cố định đối với đồng euro: 100 CFA franc = 1 cựu franc Pháp (nouveau) franc = 0,152449 euro; hoặc 1 euro = 655,957 CFA franc chính xác.
Mặc dù franc CFA Trung Phi và franc Tây Phi CFA luôn luôn ngang nhau và do đó luôn có cùng giá trị tiền tệ so với các loại tiền tệ khác, chúng theo nguyên tắc tiền tệ riêng biệt. Về mặt lý thuyết, chúng có thể có các giá trị khác nhau từ bất kỳ thời điểm nào nếu một trong hai cơ quan tiền tệ CFA, hoặc Pháp, quyết định nó. Do đó, tiền xu và tiền giấy CFA của Tây Phi về mặt lý thuyết không được chấp nhận ở các quốc gia sử dụng đồng franc CFA Trung Phi, và ngược lại. Tuy nhiên, trong thực tế, tính chẵn lẻ cố định của hai đồng tiền CFA franc được thừa nhận rộng rãi.

## Cách sử dụng
Đồng franc CFA được sử dụng ở 14 nước: 12 quốc gia trước đây do Pháp cai trị ở Tây và Trung Phi (ngoại trừ Guinea và Mauritania, đã rút), cộng với Guinea-Bissau (một thuộc địa cũ của Bồ Đào Nha) và Guinea Xích đạo (một thuộc địa cũ của Tây Ban Nha). Mười bốn quốc gia này có dân số kết hợp là 147,5 triệu người (tính đến năm 2013), [1] và GDP kết hợp là 166,6 tỷ đô la Mỹ (tính đến năm 2012). [2] Mã tiền tệ ISO là XAF cho đồng franc CFA Trung Phi và XOF cho đồng franc CFA của Tây Phi.

## Đánh giá
Đồng tiền đã bị chỉ trích vì lập kế hoạch kinh tế cho các nước đang phát triển ở Tây Phi của Pháp, nhưng không thể vì giá trị của CFA được đặt vào đồng euro (chính sách tiền tệ do Ngân hàng Trung ương châu Âu quy định). [3] Những người khác không đồng ý và cho rằng CFA "giúp ổn định đồng tiền quốc gia của các nước thành viên Vùng Franc và tạo điều kiện thuận lợi cho dòng chảy xuất khẩu và nhập khẩu giữa Pháp và các nước thành viên." [4]Đánh giá riêng của Liên minh châu Âu về mối liên kết của CFA với đồng euro, được thực hiện trong năm 2008, lưu ý rằng "lợi ích từ hội nhập kinh tế trong mỗi công đoàn tiền tệ của khu vực CFA franc, và thậm chí nhiều hơn giữa chúng, vẫn còn thấp đáng kể" rằng "cái chốt cho đồng franc Pháp và, kể từ năm 1999, với đồng euro như neo tỷ giá hối đoái thường được tìm thấy đã có tác động thuận lợi trong khu vực về sự ổn định kinh tế vĩ mô. [5]

## Đặt tên
Giữa năm 1945 và 1958, CFA đứng cho các thuộc địa françaises d'Afrique ("thuộc địa Pháp của châu Phi"); sau đó cho Communauté française d'Afrique (" Cộng đồng Pháp Châu Phi") giữa năm 1958 (thành lập Cộng hòa thứ năm của Pháp) và sự độc lập của các nước châu Phi này vào đầu những năm 1960. Kể từ khi độc lập, CFA được coi là có nghĩa là Communauté Financière Africaine (Cộng đồng tài chính châu Phi), [6] nhưng trong thực tế, thuật ngữ này có thể có hai ý nghĩa (xem các thể chế dưới đây).